# یواس‌اس کلمبیا (سی‌ال-۵۶)
یواس‌اس کلمبیا (سی‌ال-۵۶) (به انگلیسی: USS Columbia (CL-56)) یک کشتی بود که طول آن ۶۱۰ فوت ۱ اینچ (۱۸۵٫۹۵ متر) بود. این کشتی در سال ۱۹۴۱ ساخته شد.